# Animax

Zasięg kanału Animax – stan na maj 2012

Animax – kanał telewizyjny, emitujący wyłącznie filmy anime, własność japońskiej firmy Sony. Program nadawany jest z Minato, Tokio, w Japonii. Akcjonariuszami stacji są Sony Pictures Entertainment, Sunrise Inc., Toei Animation Inc., TMS Entertainment Inc. i Nihon Ad Systems Inc.
Kanał ten nadawany jest w Japonii oraz na Tajwanie, w Hongkongu, w Korei Południowej, w południowo-wschodniej i południowej Azji, oraz w Ameryce Łacińskiej. Od czerwca 2007 roku nadawany jest również w Niemczech. Animax jest pierwszym całodobowym kanałem w całości poświęconym anime.

## Historia
Kanał został założony 20 maja 1998 roku przez korporację Sony Animax Broadcast Japan Inc. (Kabushiki-gaisha Animakkusu Burōdokyasuto Japan). Premiera miała miejsce 1 czerwca tego samego roku i została nadana w stacji SKY PerfecTV!
Poza Japonią kanał pojawił się 1 stycznia 2004 roku, a pierwszymi krajami były Tajwan i Filipiny, następnie Hongkong (12 stycznia) i południowo-wschodnia Azja (19 stycznia). Kanał nadawany był w języku japońskim i angielskim oraz dostępny jest w regionalnych językach. W lipcu Animax pojawił się w Indiach, na Sri Lance, w Bangladeszu, Nepalu, Pakistanie i w innych krajach azjatyckich.
Animax 31 lipca 2005 roku pojawił się w Ameryce Łacińskiej i za sprawą regionalnej stacji Locomotion jego programy pojawiły się w całym regionie w języku hiszpańskim i portugalskim.